# 田中泰平
田中 泰平 （たなか たいへい）は、KRY山口放送の男性アナウンサー。ラジオパーソナリティ。

## 経歴
湯田小学校→湯田中学校→山口高校→東京大学教育学部卒業
中学3年の時、全国中学校総合文化祭山口大会でステージ司会をしたことでアナウンサーに興味を持つ。高校では放送部に入り、将来は放送局勤務を志望。
2022年に山口放送に入社。
2022年6月〜2025年3月までKRYさわやかモーニングの9代目男性キャスターを勤める。

## 現在の出演番組

### テレビ
- Kry news every. （2025年4月4日 - ） 金曜担当

### ラジオ
- KRY Morning Up（2025年4月 - ）火曜担当

## 過去の出演番組

### テレビ
- KRYさわやかモーニング（2022年6月27日 - 2025年3月27日）- MC
- KRYニュースライブ（不定期）- 代打

### ラジオ
- なりカル!（2023年6月3日）- 代打